# Xarel·lo
Le xarel·lo B ou Xarello est un cépage blanc espagnol.

## Origine
Il provient du vignoble de Catalogne, plus précisément autour de Sant Sadurní d'Anoia. Il entre dans les assemblages des dénominations d'origine penedès et cava. En 1989, il occupait 8 879 hectares.

## Homonymie
Il peut porter de nombreux noms, pour partie liés à une façon différente de l'orthographier : cartoixa, cartuja, cartuxa, moll, pansa, pansa blanca, pansal, pansalat, pansalet, pansar, pensal, prensa branco, vinate, vinyater, xarell·lo, xarello et xarelo blanco. En Catalan, on l'écrit xarel·lo, avec un point médian (punt volat). Prononciation : [ʃəˈɾɛɫːu] (API).

## Aptitudes

### Culturales
Le xarello affectionne les terroirs fertiles, sinon son rendement moyen chute. Il a une production capricieuse, contrariée par sa sensibilité au gel et au mildiou de la vigne.

### Technologiques
Le vin de xarello est coloré, jaune or, puissant, riche en alcool et en acidité. Il peut se bonifier au vieillissement. Dans les vins tranquilles, il peut être commercialisé en vin de cépage, mais pour l'élaboration de cava, il est généralement assemblé au macabeu et au parellada.

## Sources